# Dactylia australis
Dactylia australis är en svampdjursart som först beskrevs av Lendenfeld 1889.  Dactylia australis ingår i släktet Dactylia och familjen Callyspongiidae. Inga underarter finns listade i Catalogue of Life.